# 에릭 펠너
에릭 펠너(영어: Eric Fellner, CBE, 1959년 10월 10일 ~ )는 잉글랜드의 영화 프로듀서로, 1992년 이래 팀 비번과 워킹 타이틀 필름스의 공동 소유자이다.
제작에 참여한 영화로 《파고》, 《데드 맨 워킹》, 《노팅힐》, 《네 번의 결혼식과 한 번의 장례식》, 《브리짓 존스의 일기》, 《플라이트 93》, 《세나: F1의 신화》, 스테이트 오브 플레이 등이 있다.

## 서훈
- 2005년 대영 제국 훈장 3등급(CBE) 수훈[1]

## 작품 목록
- 쟈니 잉글리쉬 2: 네버다이 (제작)
- 레베카 (제작)